# 科希策郊區

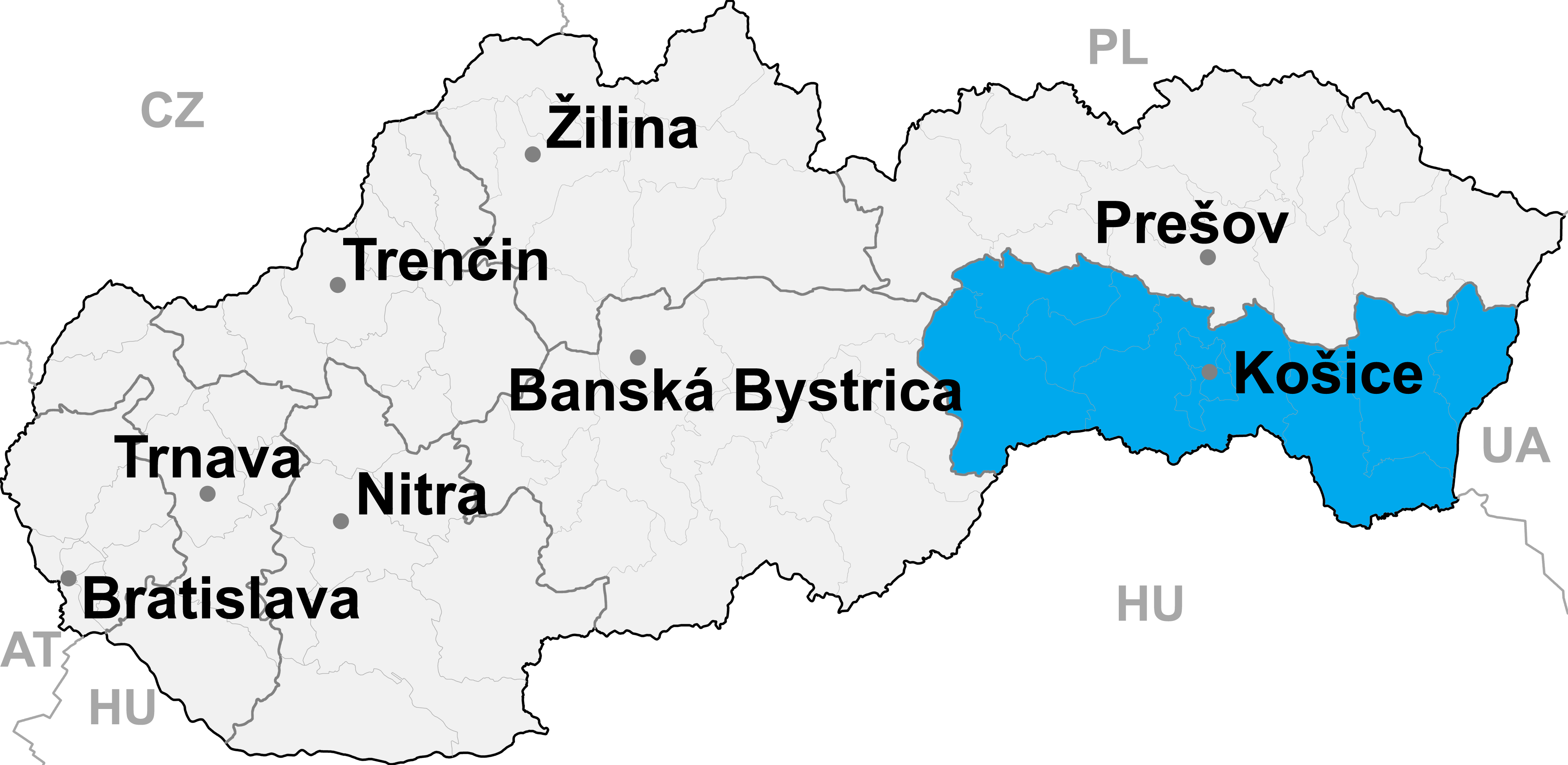

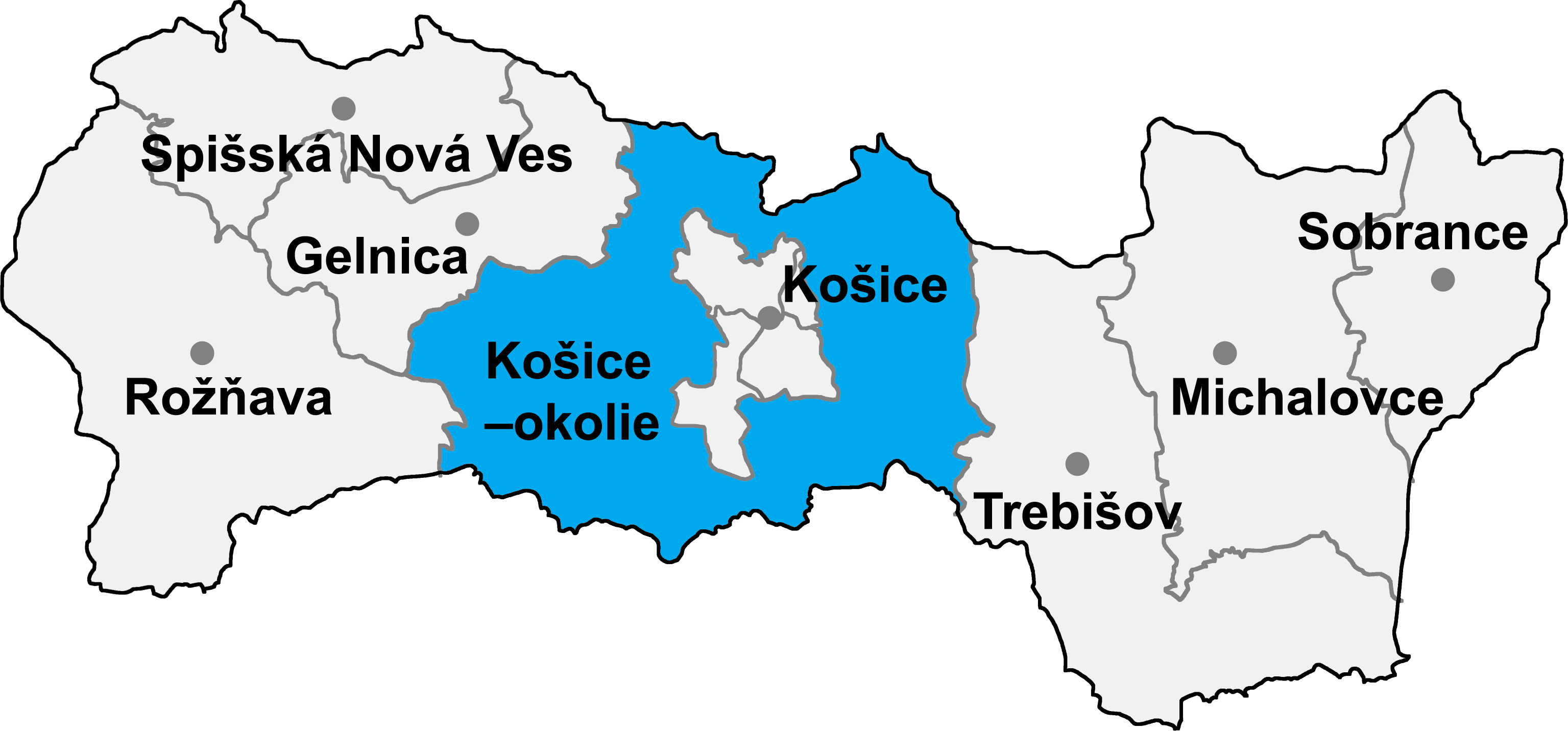

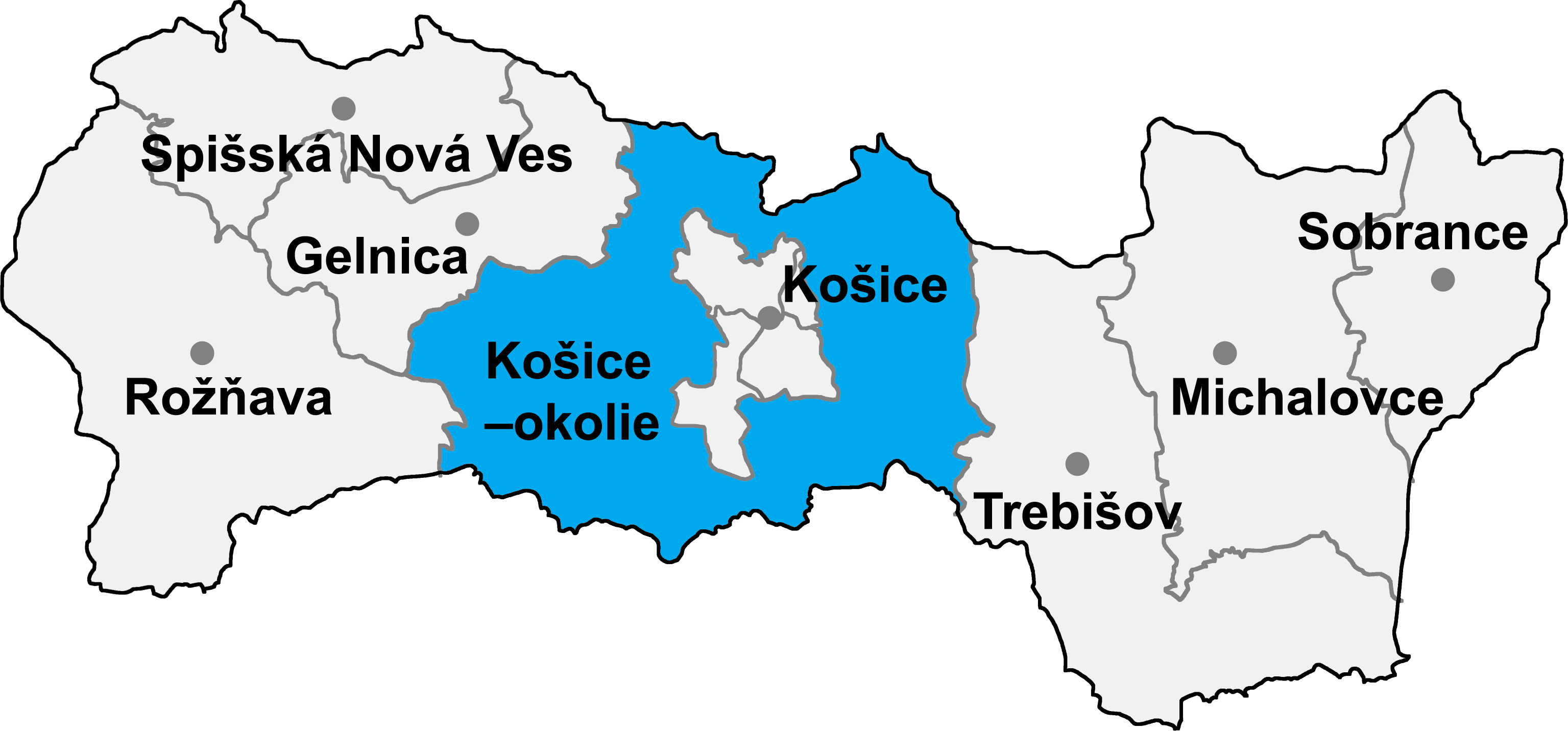

48°43′N 21°15′E / 48.717°N 21.250°E
科希策郊區，是斯洛伐克的一個區，位於該國東南部，由科希策州負責管轄，面積1,533平方公里，2001年該區人口106,999，人口密度每平方公里70人。